# Lester Patrick
Curtis Lester Patrick (Drummondville, 31 dicembre 1883 – Victoria, 1º giugno 1960) è stato un hockeista su ghiaccio e allenatore di hockey su ghiaccio canadese.

## Biografia
Nei primi anni di carriera, tra il 1903 ed il 1912, ha giocato con Brandon HC, Montreal Westmount, Montreal Wanderers, Nelson Seniors, Edmonton HC e Renfrew Creamery Kings. 
Dal 1911/12 al 1916 e dal 1918/19 al 1922 ha giocato con i Victoria Aristocrats, che si chiamavano anche Victoria Senators. Nel 1916/17 ha giocato con gli Spokane Canaries, mentre nel 1917/18 con i Seattle Metropolitans. Negli ultimi anni di carriera ha giocato con Victoria Cougars e New York Rangers (in NHL nel 1926/27 e 1927/28).
Insieme ai fratelli Frank Patrick e Joseph Patrick, ha fondato nel 1911 la Pacific Coast Hockey Association, attiva fino 1924.
Da allenatore ha guidato i New York Rangers dalla stagione 1926/27 alla stagione 1938/39, vincendo per due volte la Stanley Cup. È stato anche manager e presidente di questa squadra.
Nel 1947 è stato inserito nella Hockey Hall of Fame.

## Onorificenze
A lui è intitolato il premio Lester Patrick Trophy, istituito nel 1966.